# Filtración de documentos del Pentágono
La filtración de documentos de inteligencia estadounidenses se refiere a la circulación en abril de 2023 de dos conjuntos de documentos clasificados de Estados Unidos comenzaron a circular en Twitter, Telegram y 4chan. Jack Teixeira, un aviador de primera clase de la Guardia Nacional Aérea de Massachusetts, presuntamente fotografió copias impresas de los documentos en la casa de sus padres en Dighton, Massachusetts, y las publicó en la plataforma de mensajería instantánea Discord en un servidor llamado “Thug Shaker Central”. Las primeras publicaciones datan de octubre de 2022. 
Los documentos están relacionados principalmente con la invasión rusa de Ucrania, pero también incluyen evaluaciones de inteligencia extranjera sobre naciones como Corea del Norte, China, Irán y los Emiratos Árabes Unidos. Un subconjunto de documentos se compartió en los servidores de Discord para un YouTuber y el videojuego sandbox Minecraft a fines de febrero y principios de marzo. En abril, un usuario de 4chan publicó varios documentos en el tablón de imágenes políticas /pol/ del sitio web. Luego, los documentos se difundieron a través de los canales prorrusos de Telegram; al menos una imagen se modificó para mostrar más bajas ucranianas que bajas rusas. 
Los documentos contienen resúmenes operativos del Estado Mayor Conjunto de los Estados Unidos. En cuanto a la guerra ruso-ucraniana, los documentos sugieren dificultades tanto para rusos como para ucranianos, a partes iguales; mientras que una diapositiva sugiere que han muerto más rusos que ucranianos en la guerra, varios documentos que cubren la batalla de Bajmut sugieren dificultades para los ucranianos para contrarrestar las maniobras de flanqueo rusas y la escasez de suministros en el área. Además, se cubren las relaciones entre Rusia y otras naciones, con múltiples documentos que detallan los esfuerzos de la agencia de inteligencia militar rusa GRU y la organización paramilitar Grupo Wagner para promover los ideales rusos mientras minimizan los valores estadounidenses. Otros documentos revelan intentos del Grupo Wagner de adquirir armas en Turquía, miembro de la OTAN. Un conjunto de documentos alega que el Mosad alentó al personal y a los ciudadanos a participar en las protestas por la reforma judicial. 
La filtración ha provocado una crisis diplomática entre Estados Unidos y los Cinco Ojos. Un esfuerzo interinstitucional, compuesto por el Departamento de Defensa, la Casa Blanca, el Departamento de Estado y la comunidad de inteligencia de EE. UU., está evaluando la filtración. Al mismo tiempo, el Departamento de Justicia y la Oficina Federal de Investigaciones (FBI) abrieron una investigación penal sobre el filtrador. Funcionarios estadounidenses han acusado a Rusia de estar detrás de la filtración. Ucrania y Rusia han minimizado la filtración, y ambos países dicen que los documentos contienen cifras distorsionadas. Algunos países, como Corea del Sur y Egipto, han negado afirmaciones específicas sobre las filtraciones. El 13 de abril, el FBI arrestó a Jack Teixeira en relación con la filtración.

## Antecedentes
En octubre de 2021, Estados Unidos se enteró de los esfuerzos del presidente ruso Vladímir Putin por aumentar rápidamente el gasto militar en Rusia desviando fondos de la respuesta del país a la pandemia de COVID-19. Utilizando imágenes de satélite, comunicaciones interceptadas y fuentes dentro de Rusia, Estados Unidos creyó que Putin pretendía apoderarse de Kiev. Al hablar con el presidente Joe Biden, Mark Milley, el presidente del Estado Mayor Conjunto, dijo que Rusia intentaría un ataque multidireccional de shock y pavor. Desde que comenzó la invasión rusa de Ucrania en febrero de 2022, Estados Unidos ha proporcionado inteligencia al gobierno ucraniano sobre Rusia. El representante Adam Smith, entonces presidente del Comité de Servicios Armados de la Cámara de Representantes, dijo que Estados Unidos proporciona "alguna inteligencia" a Ucrania en el programa Morning Joe del canal de televisión MSNBC, pero reservó que Estados Unidos no estaba proporcionando la "clase de objetivo en tiempo real" que Estados Unidos ha proporcionado en otros conflictos. La secretaria de prensa de la Casa Blanca, Jen Psaki, comentó que Estados Unidos proporcionaba inteligencia más significativa de lo que Smith describió. En respuesta a Politico, un portavoz de Smith llamó a la inteligencia de Estados Unidos "rápida".

## Diseminación inicial
Se cree que los orígenes de los documentos se publicaron ampliamente a una gran audiencia en un servidor de Discord para el YouTuber británico-filipino wow_mao. Los documentos fueron publicados el 1 y 2 de marzo; el 4 de marzo, otro usuario publicó un subconjunto de los documentos en un servidor de Discord de Minecraft. 
Una investigación de Bellingcat encontró que un usuario en un servidor conocido como "Thug Shaker Central" para un YouTuber conocido como Oxide publicó originalmente los documentos. Varias fuentes entrevistadas por Bellingcat afirmaron que los documentos se publicaron en octubre de 2022 y fueron publicados por un administrador del servidor conocido como "OG" en un canal sobre la invasión rusa de Ucrania. En declaraciones a The Washington Post, Oxide, que actualmente sirve en el ejército de los Estados Unidos en el noroeste del Pacífico, le dijo a la publicación que había prohibido a varios usuarios en su propio servidor Discord un año antes, incluidos algunos por publicar un video meme de un hombre negro de una película porno gay, apodada "thug shaker". Los usuarios prohibidos luego se trasladaron al servidor Thug Shaker Central. Según The Washington Post, OG regularmente traía a casa documentos de una base militar no identificada. Los usuarios del servidor formaron un vínculo con OG cuando publicó los documentos, creyendo que era una fuente confiable, y algunos sabían su nombre completo y estado. Una investigación realizada por The New York Times, siguiendo un rastro de evidencia digital, encontró que OG es probablemente Jack Teixeira (nacido en 2001-2002), un aviador en el Ala de Inteligencia 102 de la Guardia Nacional Aérea de Massachusetts. Según The New York Times, los detalles en los márgenes de las fotografías del documento coinciden con los de la casa de infancia de Teixeira. Teixeira fue ascendido a aviador de primera clase en julio de 2022 y fue asignado como oficial de sistemas de transporte cibernético estacionado en la Base de la Guardia Nacional Aérea de Otis en Cabo Cod. En otras plataformas de redes sociales, Teixeira también era conocido como jackthedripper.
Un mes después, un usuario anónimo en el tablero de imágenes /pol/ en 4chan publicó varias imágenes de los documentos, con la secuencia de documentos del usuario circulando a través de los canales prorrusos de Telegram. Uno de estos canales, "Donbass Devushka", fue atribuido a la primera de estas imágenes. Las imágenes publicadas en Donbass Devushka y /pol/ son idénticas, excepto por una imagen, donde el número de bajas ucranianas supera a las rusas, lo que sugiere que Donbass Devushka alteró la imagen.
Una investigación realizada por The Wall Street Journal descubrió que un ex técnico en electrónica de aviación de segunda clase de la Marina de los EE. UU., estacionado por última vez en la Estación Aérea Naval de Whidbey Island, supuestamente está detrás de las cuentas de redes sociales de Donbass Devushka, que supuestamente publicó al menos cuatro de los clasificados. documentos. Malcontent News informó que, un movimiento de inteligencia de código abierto contra la desinformación rusa, North Atlantic Fellas Organization, identificó a Sarah Bils, de 37 años, como una de las personas detrás de Donbass Devushka. The New York Times inicialmente informó sobre los documentos dos días después de que fueran publicados en Telegram. Los documentos continuaron difundiéndose en Twitter. De acuerdo con una página de políticas, Twitter no permite la difusión de materiales pirateados. En respuesta a un tuit sobre la filtración, el director ejecutivo de Twitter, Elon Musk, escribió sarcásticamente que "puedes eliminar cosas de Internet por completo" y "eso funciona perfectamente y no llama la atención sobre lo que sea que estabas tratando de ocultar en absoluto", aparentemente en alusión al efecto Streisand y sugiriendo que Twitter no retiraría los documentos. Discord está "cooperando con las fuerzas del orden" con respecto a la filtración.
El 21 de abril, The New York Times encontró evidencia de que un usuario cuyo perfil coincidía con Teixeira había compartido los documentos con otro servidor de Discord a partir del 25 de febrero de 2022, días después de que comenzara la invasión rusa de Ucrania.